# Medina aethiopica
Medina aethiopica là một loài ruồi trong họ Tachinidae.